# Tipo linguistico
Il tipo linguistico è uno strumento astratto e ideale usato per classificare le lingue nella prospettiva della tipologia linguistica. 
Un tipo linguistico è un contenitore che raccoglie tutte le lingue che condividono una data caratteristica strutturale comune.
Il tipo linguistico non ha concreto riscontro nelle lingue storico-naturali.